# Bačka Topola
Bačka Topola (húngaro: Topolya; serbocroata cirílico: Бачка Топола) es un municipio y villa de Serbia perteneciente al distrito de Bačka del Norte de la provincia autónoma de Voivodina.
En 2011 su población era de 33 321 habitantes, de los cuales 14 573 vivían en la villa y el resto en las 22 pedanías del municipio. La mayoría de los habitantes del municipio son magiares (19 307 habitantes), con una importante minoría de serbios (9830 habitantes).
Se ubica unos 30 km al sur de Subotica, junto a la carretera E75 que lleva a Novi Sad.

## Pedanías
- Bagremovo
- Bajša
- Bački Sokolac
- Bogaraš
- Gornja Rogatica
- Gunaroš
- Zobnatica
- Kavilo
- Karađorđevo
- Krivaja
- Mali Beograd
- Mićunovo
- Novo Orahovo
- Njegoševo
- Obornjača
- Panonija
- Pačir
- Pobeda
- Svetićevo
- Srednji Salaš
- Stara Moravica
- Tomislavci